# Extazul
 Extaz frenetic (în poloneză Szał uniesień), cunoscută mai bine sub numele de Extazul (Szał), este o pictură în ulei pe pânză din 1893, pictată de artistul polonez, Władysław Podkowiński, și este creditată ca fiind cea mai faimoasă operă în categoria sa. Acestă pictură este considerată prima lucrare creată în stil simbolist în arta poloneză,  într-o perioadă când Polonia era împărțită între vecinii săi: Rusia, Germania și Austria.
La prima sa expoziție publică a atras atenția și a dat naștere la controverse. A fost distrusă de autorul său, dar, ulterior, a fost renovată, iar în prezent este păstrată la Muzeul Național din Cracovia.

## Descriere
Pictura prezintă o femeie goală, roșcată, călărind un cal frenetic, negru. Calul își dezvăluie dinții, limba îi atârnă din gură, nările sunt dilatate, iar din gură îi curge spumă. Femeia este agățată de gâtul calului cu ambele brațe cu ochii închiși, părul ei zburlit împletindu-se  cu coama calului. Pânza are peste 3 metri în înălțime, rezultând figuri în mărime naturală. Se spune că acest tablou descrie orgasmul feminin.
Gama de culori este destul de îngustă fiind compusă din negru, maro și gri în contrast cu alb și galben. Imaginea este împărțită în zone de lumină și întuneric (clar-obscur). Colțul din stânga sus este iluminat, atrăgând atenția asupra figurii feminine și asupra gurii calului. Partea dreaptă a picturii este întunecată întrezărindu-se spatele și coada calului.

## Istoricul picturii
Conceperea operei a început în 1889, când Podkowiński se afla la Paris, dar apariția schițelor succesive pictate în ulei și a studiilor de grafică desenate cu cărbune în a doua jumătate a anului 1893 au fost consecința dramei tot mai mari provocate de o iubire neîmpărtășită. În viziunea sa, Podkowiński ridică extazul erotic la valoarea absolută de putere cosmică și factor determinant al condiției umane, în conformitate cu tendința psihologică a acelor vremuri. 
Pregătind executarea tabloului imens, Podkowiński a folosit metoda academică prin schițe pregătitoare care corespund versiunii finale, diferind ușor una de alta prin mărime și culoare.  Schema de culori era redusă, variind de la versiunea ultramarină (variantă pierdută), spre variantă animată cu verde, la cele ulterioare, în care predomină portocaliul intens. De asemenea, avalanșa de pietre a fost eliminată din versiunea finală. În comparație cu schițele, compoziția finală, monumentală a câștigat în dinamism, contrastul a fost intensificat de jocul culorilor auriu și negru, iar tensiunea dintre lumină și umbră a fost mai bine polarizată. Aceasta ar putea fi rezultatul dramei private a artistului și al îndelungatei sale boli pulmonare (a murit de tuberculoză la doar 28 de ani).

## Istoric
Podkowiński a început să picteze tabloul în Varșovia între 1893 și 1894. Procesul de creare a durat cel puțin trei luni și, în conformitate cu spusele unui prieten, Podkowiński, aflat în faza terminală a bolii  "a pictat din pat", așa terminând lucrarea. Pictura a fost prezentată la expoziția din Zachęta în 18 martie 1894. Expoziția a fost însoțită de o atmosferă de senzațional și de  scandal, oricum aproximativ 12.000 de persoane au văzut pictura, aducând un venit de aproape 350 de ruble galeriei.
În ciuda succesului picturii, Podkowiński nu a putut găsi un cumpărător dispus să o cumpere: i s-au oferit 3000 de ruble, dar Podkowiński a cerut 10.000.
În dimineața zilei de 24 aprilie 1894, 37 zile după deschiderea expoziției și chiar înainte de sfârșitul planificat al acestei, Podkowiński a venit la expoziție și a tăiat pictura cu un cuțit. Motivele acestui gest au rămas neclare.
Actul de profanare al lui Podkowiński a întărit zvonurile că imaginea portretiza o femeie pentru care artistul nutrea o afecțiune neîmplinită. 
Deteriorarea picturii și moartea lui Podkowiński curând după aceea au alimentat speculațiile că moartea sa a fost prin sinucidere. La baza acestor speculații ar fi faptul că urmele de tăieturi pe pânză afectează doar imaginea femeii. Obiectul sentimentelor artistului ar putea fi Ewa Kotarbińska, pe care a întâlnit-o în timpul șederii sale de vară într-un palat lângă Varșovia. Deși ea era o femeie brunetă, unele surse susțin că familia ei a văzut o asemănare între ea și femeia din tablou condamnându-l aspru pe artist.
După moartea lui Podkowiński pictura a fost restaurată de Wiktor Urbański. Lucrarea  restaurată a fost împrumutată altor expoziții din Łódź, Cracovia, Moscova și Sankt Petersburg. În cele din urmă, pânza a fost achiziționată de către Feliks Jasieński în 1901 pentru 1000 de ruble, iar în 1904 a fost donată Muzeului Național din Cracovia.